# H. G. Wells

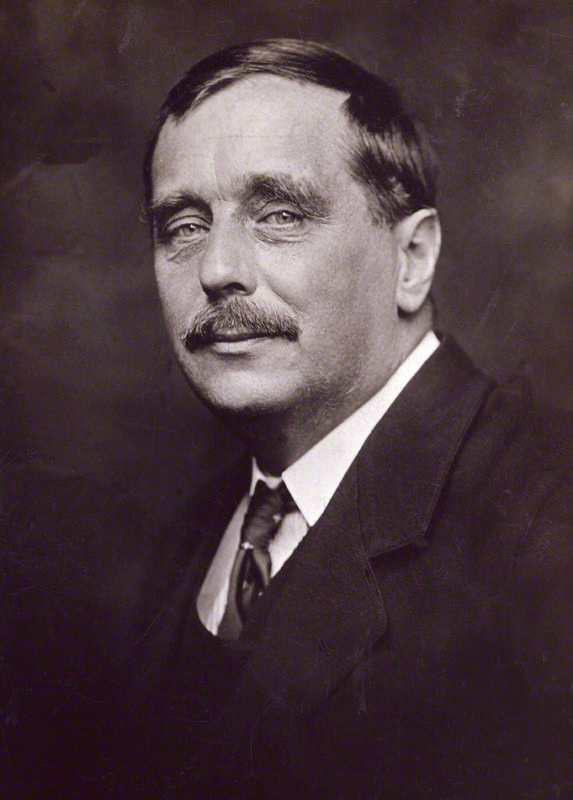
H. G. Wells (Fotografie von George Charles Beresford, 1920)

Herbert George Wells (meist abgekürzt H. G. Wells; * 21. September 1866 in Bromley (heute zu London); † 13. August 1946 in London) war ein englischer Schriftsteller und Pionier der Science-Fiction-Literatur. Wells, der auch Biologe, Historiker und Soziologe war, schrieb u. a. Bücher mit Millionenauflage wie Die Geschichte unserer Welt. Er hatte seine größten Erfolge mit den beiden Science-Fiction-Romanen (von ihm selbst als „scientific romances“ bezeichnet) Der Krieg der Welten und Die Zeitmaschine. Wells ist in Deutschland vor allem für seine Science-Fiction-Bücher bekannt, er hat aber auch zahlreiche realistische Romane verfasst, die im englischen Sprachraum nach wie vor populär sind.

## Leben

### Jugend
Herbert George Wells wurde am 21. September 1866 im Londoner Vorort Bromley geboren. Sein Vater, Joseph Wells, unterhielt eine kleine Eisenwarenhandlung und war ein begeisterter, berufsmäßiger Cricketspieler. Seine Mutter war vor ihrer Ehe als Hauswirtschafterin tätig. Die Familie lebte in bescheidenen Verhältnissen.
Von seinem Vater hatte der junge Herbert George, der „Bertie“ gerufen wurde, einen Hang zum Lesen, dem er sich nach Herzenslust im Literarischen Institut und der Leihbücherei von Bromley hingeben konnte. Er wurde am Ort in die Schule geschickt, zunächst in eine Art Vorschule und dann in die Morley’s Academy. Als die Familie 1877 wegen einer Verletzung des Vaters, die ihn für den Rest seines Lebens lähmte, in große finanzielle Schwierigkeiten geriet, wurde Mrs. Wells eine Stellung als Wirtschafterin bei ihrem früheren Brotherrn in Uppark, Sussex, angeboten, die sie annahm. Wenn Herbert George seine Mutter an ihrem Arbeitsplatz besuchte, hatte er die Gelegenheit, stundenlang in der Bibliothek des Herrenhauses zu lesen. Seine Mutter hatte in diesen frühen Jahren einen starken Einfluss auf ihren Sohn. Sie war tief religiös, verehrte Königin Victoria und hatte strenge Ansichten über die Kontakte zwischen den Klassen. So war es Herbert George verboten, sich mit Mädchen aus der Unterklasse zu treffen.
Herbert George trat als Lehrling in eine Tuchhandlung in Windsor ein. Jedoch vermochte er seinen Ausbilder nicht zufriedenzustellen und musste nach einem Monat gehen. Für kurze Zeit arbeitete er als Hilfslehrer an einer Schule in Somerset, und später war er einen Monat lang (Januar 1881) Apothekergehilfe in Midhurst. Im April desselben Jahres versuchte er es nochmals als Lehrling im Tuchhandel, dieses Mal in Southsea. Nach zwei Jahren in dieser Tätigkeit ertrug er sie nicht länger und ging wieder seiner Wege. Die in dieser Zeit gemachten Erfahrungen und Beobachtungen trugen zu seiner Kritik an der Verteilung des Wohlstandes bei, die beispielsweise in A Modern Utopia sichtbar wird.
Mit 16 Jahren erhielt er eine Stellung als Hilfslehrer im Progymnasium in Midhurst. 1884 bekam er ein Stipendium von einer Guinee (das waren 21 Schilling, zirka ein Pfund) in der Woche in der Normal School of Science (1890 umbenannt zu The Royal College of Science, jetzt das Imperial College of Science) in South Kensington, London. Drei Jahre lang studierte er Physik, Chemie, Geologie, Astronomie und Biologie – letzteres bei Thomas Henry Huxley, einem brillanten, aber polemischen Wissenschaftler, der die darwinsche Theorie der Evolution vertrat. Wells’ Jahre mit Huxley formten in ihm die Ansichten, die er später in seinen Büchern vertrat, nämlich dass das Christentum bzw. dessen Ansichten Unfug und der Mensch ein weiterentwickelter Affe sei, dass der Evolutionsprozess tendenziell unmoralisch sei und stets eher zur eigenen Zerstörung denn zum Fortschritt führe. 1887 kam er über George Bernard Shaw in Kontakt mit der Fabian Society, wurde ihr Mitglied und engagierte sich in der Folge in der neu gegründeten Labour Party. Durch seine dortigen Aktivitäten verpasste er sein Abschlussexamen.
Während seiner Studienzeit hatte er beim Fußballspiel einen ernsten Unfall, an dessen Folgen er noch viele Jahre litt. Während dieser Zeit schrieb er die Geschichte The Chronic Argonauts, deren Erfolg ihn ermutigte, weiter schriftstellerisch tätig zu sein. Im Juli 1888 kehrte er nach London zurück und wurde 1889 Mitglied des Lehrerkollegiums der Henley House School in Kilburn. Im Oktober 1890 bestand er mit Auszeichnung seine akademische Prüfung in Zoologie an der Londoner Universität. Seine nächste Stellung (von 1891 bis 1893) war die eines Tutors für Biologie am College für Fernstudium der Universität. Nach Studienabschluss war er Mitbegründer der „Royal College of Science Association“ und ihr erster Präsident.

### Ab 1893: Anfänge als Schriftsteller
Im Sommer 1893 zwang ihn eine schwere Lungenblutung zu einer langen Pause, und von da ab durfte er nur noch eine ausschließlich sitzende Tätigkeit ausüben. Bereits 1891/92 hatte er verschiedene Beiträge für Zeitschriften, zum Teil auf dem Gebiet des Erziehungswesens, geschrieben. 1893 begann er dann, als er sich von seiner Krankheit erholte, Kurzgeschichten, Essays und Buchbesprechungen für Zeitschriften zu schreiben, unter anderem für die The Pall Mall Gazette, die St. James’s Gazette, Black and White, New Review und The Sunday Review. 1893 wurde sein erstes bedeutendes Werk veröffentlicht, das Sachbuch A Textbook of Biology. 1895 erschien ein Band Kurzgeschichten: The Stolen Bacillus, ein Band gesammelter Essays und zwei Romane: The Time Machine (dt.: Die Zeitmaschine), die eine Umarbeitung der Geschichte The Chronic Argonauts war, und The Wonderful Visit. Der erstere begründete seinen Ruf als außerordentlich kraftvoller und phantasiereicher Schriftsteller.
1895 heiratete er Amy Catherine Robbins, eine frühere Schülerin von ihm – seine erste Ehe (1891) mit seiner Cousine Isabel war inzwischen gelöst worden. Aus seiner zweiten Ehe gingen zwei Söhne hervor (George Philip, 1901, und Frank, 1903). Nicht zu vergessen ist, dass Rebecca West, eine berühmte Journalistin und Reiseschriftstellerin, kaum zwanzigjährig seine Geliebte wurde. Ihren gemeinsamen Sohn Anthony zog sie alleine groß. 1910–1913 hatte er eine Beziehung mit Elizabeth von Arnim.
In den Jahren erschien seine Reihe großer wissenschaftlicher Romane, darunter The Island of Dr. Moreau (dt.: Die Insel des Dr. Moreau, 1896), The Invisible Man (dt.: Der Unsichtbare, 1897), The War of the Worlds (dt.: Der Krieg der Welten, 1898), The First Men in the Moon (dt.: Die ersten Menschen auf dem Mond, 1901) ebenso wie viele Kurzgeschichten, Artikel und realistische Romane, unter ihnen die Fahrrad-Romanze The Wheels of Chance (1896) und Love and Mr. Lewisham (1901).

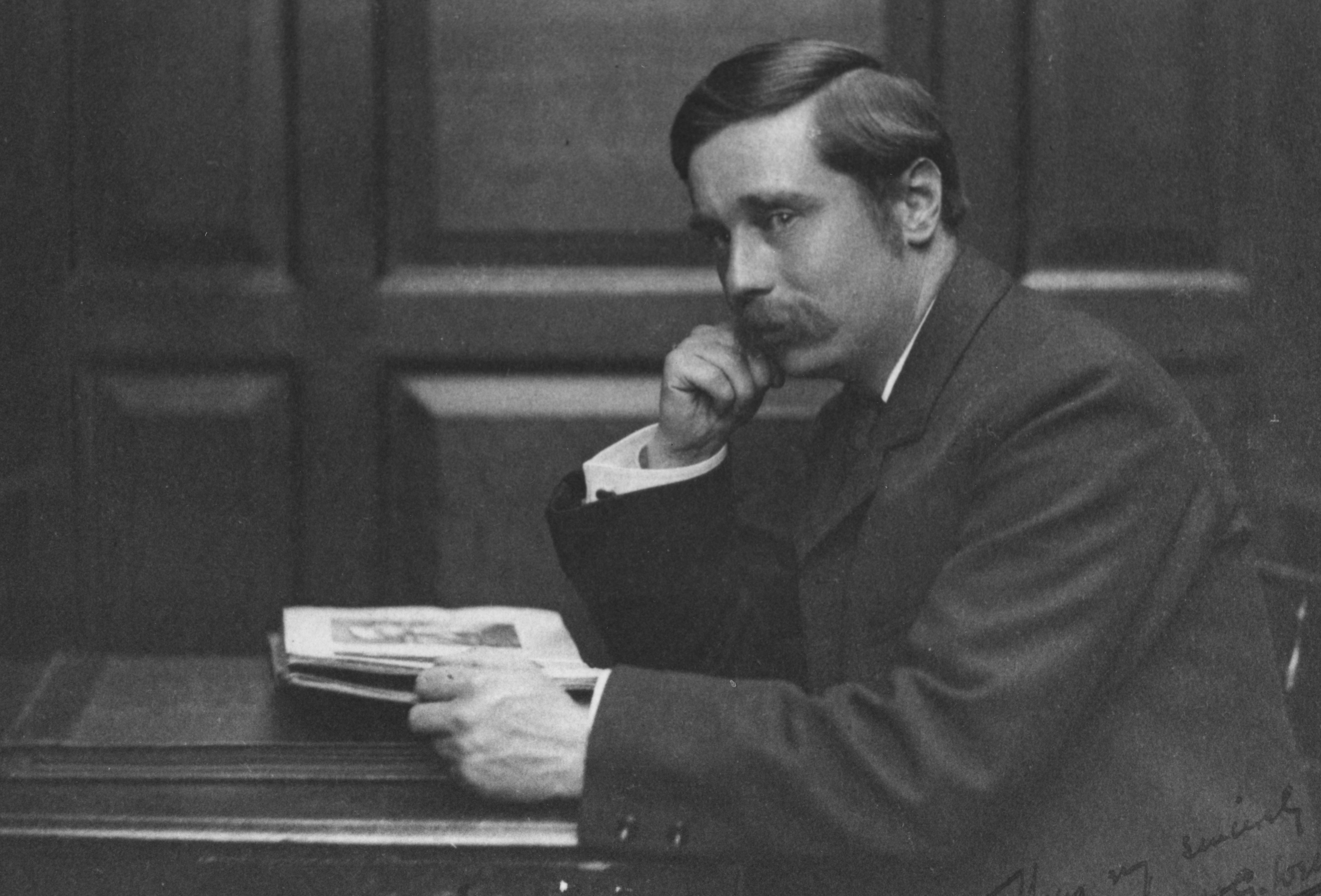
Wells studierend in London um 1890

### Ab 1901: Literarischer Erfolg
Um die Jahrhundertwende hatte sich sein Gesundheitszustand erheblich verbessert, und Wells unternahm häufig Reisen auf das europäische Festland. 1900 baute sich Wells in Sandgate in der Nähe von Folkestone ein Haus, in dem er fast ein Jahrzehnt wohnte. Während dieser Zeit gewann er weltweiten literarischen Ruhm. In Sandgate schrieb er einige seiner berühmtesten Werke, zum Beispiel Anticipations, einen Band von Essays über soziologische Probleme (1901), The Sea Lady (1902), The Food of the Gods (1904), Kipps und A Modern Utopia (beide 1905), In the Days of the Comet (1906), The War in the Air (1908), Tono-Bungay, Anne Veronica (beide 1909) und The History of Mr Polly (1910).
1903 trat er auch formell der Fabian Society bei, zu der er lange schon Kontakte gepflegt hatte.
Wie viele liberale und sozialistische Intellektuelle seiner Zeit war Wells Anhänger der Eugenik. 1904 besprach er eine Veröffentlichung von Francis Galton und hielt dabei, so wörtlich, die Sterilisierung von Versagern für sinnvoller, als Erfolgreiche stärker zu vermehren. Sozialdarwinistische Ideen waren damals in England populär und wurden im britischen Kolonialreich praktiziert.
Jedoch verließ er die Fabian Society bereits 1906 wieder und schloss sich der Independent Labour Party an. Ebenfalls 1906 reiste er zum ersten Mal in die Vereinigten Staaten. 1909 zog er nach London und kaufte 1912 ein Haus in Easton Park in der Nähe von Dunmow, Essex. Dort blieb er bis zum Tod seiner Frau im Jahr 1927.

### Ab 1911: Ideen- und Problemromane
The New Machiavelli (1911) bedeutete eine neue Richtung in Wells’ schöpferischem Werk: der Ideen- und Problemroman, in dem die Handlung der soziologischen und ideologischen Botschaft untergeordnet wurde. Die Werke Marriage (1912), The Passionate Friends (1913), The Wife of Sir Isaac Harman (1914) und The Research Magnificent (1915) gehören zu dieser Kategorie.
Mit dem Roman The World Set Free (1914, deutsch Befreite Welt) nahm Wells die Entwicklung der Atombombe voraus und wurde so später zu ihrem Namensgeber. Er wurde dabei vom Buch Die Natur des Radiums (1909) des englischen Chemikers Frederick Soddy inspiriert, das den damaligen Erkenntnisstand zur Radioaktivität zusammenfasste.
Wells unterstützte den Ersten Weltkrieg und nannte ihn den „Krieg zur Beendigung aller Kriege“. 1918 wurde er kurze Zeit Propagandaleiter gegen Deutschland unter Lord Northcliffe im Crewe House, einer Abteilung des Ministeriums für Information. Er entwarf hier ein Schema zur Nachkriegsgestaltung Europas. Sein bedeutendstes Werk, während des Krieges geschrieben und veröffentlicht, war Mr. Britling sees it Through (1916).

### Ab 1920: Politisches Schriftstellertum
Kurze Zeit nach dem Krieg (1920) besuchte er Sowjetrussland und nahm 1921 an der Washingtoner Konferenz teil. In den folgenden Jahren war er viel auf Reisen und verbrachte manchen Winter außerhalb des ihm nicht zuträglichen rauen englischen Klimas. Obwohl er weiterhin Romane schrieb – sein wichtigster Roman in der Zeit zwischen dem Ersten und Zweiten Weltkrieg war The World of William Clissold (1926) –, wandte er sich mehr und mehr der Verbreitung seiner Ideen zu. Seine Haupttheorie, die er während der beiden letzten Jahrzehnte seines Lebens immer wieder vertrat, war die, dass sich die Menschheit den materiellen Gewalten, die sie entfesselt hatte, anpassen müsse – oder untergehen werde.
Die vier Werke The Outline of History (1920), The Open Conspiracy (1928), Science of Life (1929) und The Work Wealth and Happiness of Mankind (1932) waren alle dazu bestimmt, die Idee der Schaffung eines Weltstaates populär zu machen. Seiner Ansicht nach war dies die einzige Alternative zu einem Rückfall in die Barbarei und der endgültigen Vernichtung. 1933 veröffentlichte er seinen pessimistischen Zukunftsroman The Shape of Things to Come, der bereits 1936 auch als Verfilmung von William Cameron Menzies herauskam, und 1934 erschien in zwei Bänden seine Autobiografie Experiment in Autobiography.
Wells betrachtete The Open Conspiracy in gewisser Weise als eine Zusammenfassung seiner Werke: „Dieses Buch gibt so einfach und klar wie möglich die Leitgedanken meines Lebens wieder, die Perspektive meiner Welt. […] Alle meine übrigen Werke, mit kaum einer Ausnahme, sind nichts als Vorstöße, Untersuchungen, Illustrationen und Kommentare zum Kern aller Dinge – oder sein Produkt –, den ich hier versuche, nackt bis auf den Grund und unzweideutig niederzulegen. Das ist mein Glaubensbekenntnis. Hier wird man Richtlinien und Kriterien für alles, was ich tue, finden.“

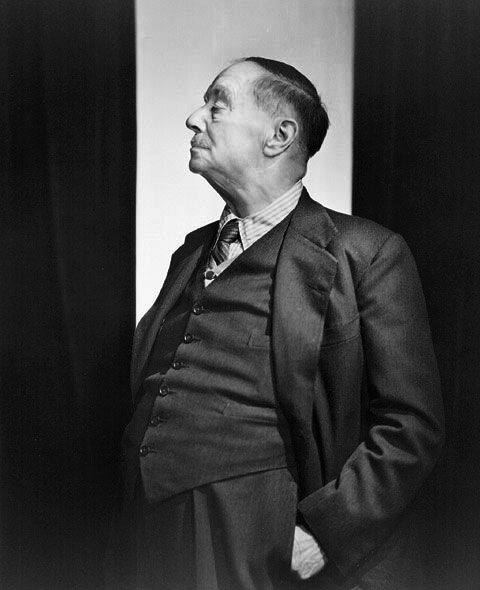
H. G. Wells 1943

1939 veröffentlichte er The Right of Man, womit er eine Diskussion um die Menschenrechte in Gang setzte, die Wells-Debatte. In England setzte er sich für die Abschaffung der Monarchie ein.
Auf seiner letzten USA-Reise im Jahre 1940 traf er auf den jungen Orson Welles, der am 30. Oktober 1938 seinen Roman vom Krieg der Welten zu einem Hörspiel adaptiert und damit in New York einige Verwirrung wegen der befürchteten Landung Außerirdischer ausgelöst hatte, die oft als „Massenpanik“ überliefert wird.
Der Zweite Weltkrieg war für ihn die Bestätigung dafür, dass die Menschheit die Herrschaft über die von ihr selbst entfesselten Kräfte verloren hatte und unaufhaltsam der eigenen Vernichtung entgegentrieb – wozu insbesondere die Atombombenabwürfe auf Hiroshima und Nagasaki im August 1945 beitrugen. Sein letztes Werk: Mind at the End of its Tether (1945) gab der ihn nun erfüllenden Verzweiflung Ausdruck. Seit 1943 war er Ehrenmitglied der American Academy of Arts and Letters.
Seit den 1930er-Jahren lebte er mit Mura Budberg zusammen, die ihn während seiner letzten Lebensjahre pflegte. Nachdem er längere Zeit an Diabetes mellitus gelitten hatte, starb er am 13. August 1946 in seinem Londoner Heim. Die genaue Todesursache wurde nicht bekanntgegeben. Wells’ Körper wurde kremiert, seine Asche im Meer verstreut.
Ein Mondkrater und ein Marskrater sind nach ihm benannt.

## Werk
Wells nannte seine frühen Romane – Die Zeitmaschine (1895), Der Unsichtbare (1897), Der Krieg der Welten (1898) – scientific romances. Sie entwarfen eine Reihe heute klassisch genannter Themen der Science-Fiction. Die Zeitmaschine gilt als Pionierwerk der modernen Science-Fiction. Die Bücher wurden mehrfach erfolgreich verfilmt. Weltberühmt wurde das von Orson Welles inszenierte Hörspiel Krieg der Welten von 1938. Die Ausstrahlung führte zu einigen Verwirrungen in den USA, weil Zuhörer die fiktive Reportage für eine reale Dokumentation hielten.
Es wird oft behauptet, dass Wells von Jules Verne beeinflusst gewesen sei. Dies betrifft eher generell den Hang zu Themen der Science-Fiction als direkte literarische Übernahmen aus den Werken des Franzosen. Genaue Beweise hierfür gibt es nicht. Daneben schrieb Wells auch sozial-realistische Romane (Tono-Bungay, Kipps). Wells’ Ziel war es, die Gesellschaft zu verbessern. Seine Vorstellungen brachte er in einer Reihe utopischer Romane zum Ausdruck (In the Days of the Comet, The Shape of Things to Come). Gleichzeitig war er pessimistisch und befürchtete zukünftige militärische Konflikte mit verheerenden Folgen für die Menschheit. Dystopien wie Wenn der Schläfer erwacht oder Die Insel des Dr. Moreau sind in diesem Sinne zu verstehen. Die Insel des Dr. Moreau beleuchtet außerdem die Debatte um erworbene beziehungsweise angeborene Verhaltensweisen.
Wells betrachtete sich als Sozialisten und stand der Russischen Revolution und dem marxistischen Programm Lenins positiv gegenüber (siehe Russia in the Shadows). Später distanzierte er sich von der sowjetischen Politik, insbesondere nach Stalins Regierungsübernahme.
Sehr viele Erzählungen Wells’ sind auf Englisch online verfügbar.

## Rezeption
- Im Film Flucht in die Zukunft, der auf einem Roman von Karl Alexander basiert, reist H. G. Wells mit Hilfe einer selbst erfundenen Zeitmaschine in das Jahr 1979, um Jack the Ripper, der auf der Flucht vor der Polizei mit Hilfe der Zeitmaschine in die Zukunft geflüchtet ist, aufzuhalten und der Polizei zu übergeben.
- In der US-amerikanischen Actionserie Superman – Die Abenteuer von Lois & Clark hat H. G. Wells in vier Folgen einen Auftritt als Zeitreisender. Wells, gespielt in seiner jüngeren Version von Terry Kiser, in seiner älteren Version von Hamilton Camp (je zwei Folgen), unterstützt dabei die beiden Hauptpersonen im Kampf gegen den zeitreisenden Ganoven Tempus (gespielt von Lane Davies).
- In der Serie Warehouse 13 wird Wells als Frau (Helena G. Wells) dargestellt (gespielt von Jaime Murray). H.G.s Bücher wurden laut ihr von Charles Wells (ihrem Bruder) geschrieben, allerdings stammten die Ideen dazu fast allesamt von ihr.
- In der britischen Science-Fiction-Serie Doctor Who tritt ein junger H. G. Wells in dem 1985 ausgestrahlten Zweiteiler Timelash auf.
- In der US-amerikanischen Serie Legends of Tomorrow rettet Professor Stein in Folge 11 einen kleinen Jungen vor dem Tod. Dieser Junge stellt sich als H. G. Wells heraus.

### Romane und Erzählungen (Auswahl)
- The Lord of the Dynamos, 1894 (dt.: Herrscher der Generatoren)
- The Time Machine, 1895 (dt.: Die Zeitmaschine, 1904)
- The Stolen Bacillus, 1895 (dt.: Der gestohlene Bazillus, 1910)
- The Wonderful Visit, 1895 (dt.: Der Besuch)
- The Island of Dr. Moreau, 1896 (dt.: Die Insel des Dr. Moreau, 1898)
- The Wheels of Chance, 1896 (dt.: Glücksräder, 2023)
- The Invisible Man, 1897 (dt.: Der Unsichtbare, 1900)
- The Plattner Story, 1897
- The War of the Worlds, 1898 (dt.: Der Krieg der Welten, 1901)
- The Man Who Could Work Miracles, 1898 (dt.:Der Mann, der Wunder tun konnte, verfilmt im Jahr 1936 als Der Mann, der die Welt verändern wollte)
- Love and Mr Lewisham, 1899
- When the Sleeper Wakes, 1899 (dt.: Wenn der Schläfer erwacht, 1906)
- Tales of Space and Time, 1899 (Sammelband; enthält A Story of the Days to Come dt.: Von kommenden Tagen, 1980)
- The First Men in the Moon, 1901 (Die ersten Menschen auf dem Mond)
- The Sea Lady, 1902
- Twelve Stories and a Dream, 1903
- The Land Ironclads, 1903
- The Food of the Gods, 1904 (dt.: Die Riesen kommen! 1904)
- Kipps. The Story of a Simple Soul, 1905 (dt.: Wie wird man Millionär? 1995)
- A Modern Utopia, 1905 (dt.: Jenseits des Sirius, 1911)
- In the Days of the Comet, 1906 (dt.: Im Jahre des Kometen, 1908)
- This Misery of Boots, 1907
- The War in the Air, 1908 (dt.: Der Luftkrieg, 1909, 1983)
- Ann Veronica, 1909
- Tono-Bungay, 1909 (dt.: Tono-Bungay, 1981)
- The History of Mr Polly, 1910 (dt.: Mr. Polly steigt aus, 1993)
- The New Machiavelli, 1911
- The Country of the Blind, 1911 (dt.: Das Land der Blinden, 1976)
- Marriage, 1912 (dt.: Die Geschichte einer Ehe, 1925)
- The Passionate Friends, 1913
- The Wife of Sir Isaac Harman, 1914
- The World Set Free, 1914 (dt.: Befreite Welt, 1985)
- Bealby: A Holiday, 1915 (dt.: Bealby. Ein heiterer Roman, 1928)
- Boon, 1915 (unter dem Pseudonym Reginald Bliss)
- The Research Magnificent, 1915
- Mr. Britling Sees It Through, 1916 (dt.: Mr. Brittlings Weg zur Erkenntnis, 1917)
- The Soul of a Bishop, 1917
- Joan And Peter, 1919
- The Undying Fire, 1919 (dt.: Unsterbliches Feuer, 1982)
- The Secret Places of the Heart, 1922 (dt.: Geheimkammern des Herzens, 1923)
- Men Like Gods, 1923 (dt.: Menschen, Göttern gleich, 1927, 1980)
- The Dream, 1924 (dt.: Der Traum, 1927)
- Christina Alberta’s Father, 1925 (dt.: Christina Albertas Vater, 1929)
- The World of William Clissold, 1926 (dt.: Die Welt des William Clissold, 1927, Erster und zweiter Band)
- Meanwhile, 1927 (dt.: Einstweilen, 1930)
- Mr. Blettsworthy on Rampole Island, 1928 (dt.:Mr. Blettsworthy auf der Insel Rampole, 1929)
- The King Who Was a King, 1929
- The Treasure in the Forest, 1929
- The Autocracy of Mr Parham, 1930 (dt.: Der Diktator oder Mr. Parham wird allmächtig, 1931)
- The Bulpington of Blup, 1932
- The Shape of Things to Come, 1933
- The Croquet Player, 1936
- Apropos of Dolores, 1937
- Brynhild, 1937
- The Camford Visitation, 1937
- Star Begotten, 1937 (dt.: Kinder der Sterne, 1983)
- The Brothers, 1938
- The Holy Terror, 1939 (dt.: Der heilige Terror, 1940)
- All Aboard for Ararat, 1940
- Babes in the Darkling Wood, 1940
- You Can’t Be Too Careful, 1941
- Das Kristallei: Erzählungen. Reclam, Leipzig 1979, ISBN 3-379-00184-8:

1. Das Land der Blinden
2. Der Stern (Originaltitel The Star)
3. Eine Vision vom Jüngsten Gericht
4. Das Kristallei
5. In der Tiefe
6. Das Reich der Ameisen
7. Die Äpyornis-Insel
8. Die seltsame Orchidee (englischer Originaltitel: The Flowering of the Strange Orchid)
9. Plattners Geschichte
10. Die merkwürdige Geschichte von Davidsons Augen
11. Die Tür in der Mauer
12. Ein Traum von Armageddon
13. Mein erstes Flugzeug
14. Der neue Beschleuniger
15. Die Wahrheit über Pyecraft
16. Der gestohlene Körper
17. Die Geschichte des kürzlich verstorbenen Mr. Elvesham

### Sachbücher (Auswahl)

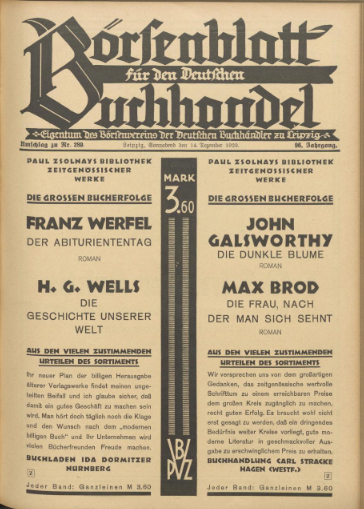
Verlagswerbung 1929

- Honours Physiography, 1893 (zusammen mit R. A. Gregory)
- Text-Book of Biology, 1893
- Anticipations, 1901
- Mankind in the Making, 1903
- The Future In America, 1906 (dt.: Die Zukunft in Amerika, 1911)
- Will Socialism Destroy the Home? 1907
- First and Last Things, 1908
- Floor Games, 1911 (dt.: Unsere Welt auf dem Fussboden, Regenbogen-Bibliothek, Wien 1925)
- The Great State, 1912
- Great Thoughts From H. G. Wells, 1912
- Thoughts From H. G. Wells, 1912
- Little Wars, 1913 (Regelbuch zum Wargaming mit Zinnsoldaten)
- New Worlds for Old, 1913
- An Englishman Looks at the World, 1914
- The War That Will End War, 1914
- The War and Socialism, 1915
- Text-Book of Zoology, 1916 (mit A. M. Davies und J. T. Cunningham)
- What is Coming? 1916
- God the Invisible King, 1917
- Introduction To Nocturne, 1917
- War and The Future: Italy, France and Britain at War, 1917
- In the Fourth Year, 1918
- The Idea of a League of Nations, 1919
- The Way to the League of Nations, 1919
- Frank Swinnerton, 1920 (gemeinsam mit Arnold Bennett und Grant Overton)
- The Outline of History, 1920 (dt.: Die Weltgeschichte, 1928)
- Russia in the Shadows, 1920. (dt.: Nacht über Russland, Deutsche Verlagsgesellschaft für Politik und Geschichte, Berlin 1921)
- The Salvaging of Civilization, 1921 (dt.: Die Rettung der Zivilisation, Mit einem Vorwort des Grafen Hermann Keyserling, Wieland Verlag, München 1922)
- Washington and the Hope of Peace, 1922 (dt.: Hoffnung auf Frieden, 1922)
- A Short History of the World, 1922 (dt.: Die Geschichte unserer Welt, Paul Zsolnay Verlag, Berlin, Wien u. Leipzig, 1926; Taschenbuchausgabe: Die Geschichte unserer Welt. Ein historischer Grundriß. Aus dem Englischen von Otto Mandl und anderen. Diogenes, Zürich)
- Socialism and the Scientific Motive, 1923
- The Story of a Great Schoolmaster, 1924 (dt.: Die Geschichte eines großen Schulmeisters. Eine einfache Darstellung des Lebens und der Ideen Sandersons von Oundle, 1928)
- A Short History of Mankind, 1925
- A Year of Prophesying, 1925
- Wells’ Social Anticipations, 1927
- The Open Conspiracy (auch: What are we to do with Our Lives?), 1928 (dt.: Die offene Verschwörung. Aufruf zur Weltrevolution)
- The Way the World is Going, 1928
- Divorce as I See It, 1930
- Points of View, 1930
- The Science of Life, 1930 (gemeinsam mit Julian S. Huxley und G. P. Wells)
- The New Russia, 1931
- The Work, Wealth and Happiness of Mankind, 1931 (dt.: Arbeit, Wohlstand und das Glück der Menschheit, 1932)
- After Democracy, 1932
- An Experiment in Autobiography, 1934 (Autobiographie)
- Marxism vs Liberalism, 1935 (gemeinsam mit J. V. Stalin)[7]
- The New America, 1935
- The Anatomy of Frustration, 1936
- World Brain, 1938
- The Fate of Homo Sapiens (auch: The Fate Of Man), 1939
- The New World Order, 1939
- Travels of a Republican Radical in Search of Hot Water, 1939
- The Common Sense of War and Peace, 1940
- Guide to the New World, 1941
- The Pocket History of the World, 1941
- The Conquest of Time, 1942
- Modern Russian and English Revolutionaries, 1942 (gemeinsam mit Lev Uspensky)
- The Outlook for Homo Sapiens, 1942
- Phoenix, 1942
- Crux Ansata, 1943
- ’42 to ’44, 1944
- Reshaping Man’s Heritage, 1944 (gemeinsam mit J. B. S. Haldane und Julian S. Huxley)
- The Happy Turning, 1945
- Mind at the End of Its Tether. 34 Seiten, Verlag Heinemann, London 1945
  - Der Geist am Ende seiner Möglichkeiten. Deutsch von Franz Fein, 50 Seiten, Verlag Amstutz-Herdeg, Zürich 1946